# الرحوية
الرحوية بلدية ودائرة، تابعة لولاية تيارت وتبعد عن عاصمة الولاية بـ 40 كلم، تقع في الجزء الغربي من خريطة الجزائر. تبلغ مساحة البلدية بـ:24٬983وبتعداد سكاني حسب ‘حصائيات عام 2008م
سميت الرحوية بهذا الاسم لكثرة المطاحن بها في القديم وليومنا هذا.
الرحوية لها طابع فلاحي أكثر منها صناعي، وخاصة زراعة القمح، فهو من المواد الأولية ودخل قومي.
تحتوي الرحوية على مصنعين، مصنع صناعة اغذية الدواجن، ومصنع صناعة الأجور.

## الجغرافيا

### تضاريس
كما أن الرحوية تتوسط سلسلة من الجبال التي تحيط بها وهي عبارة عن هضبة بها أراضي منبسطة تزرع سنويا بالحبوب والمحاصيل الموسمية كالبطيخ ومختلف الخضر كما أنها تتربع على مساحة غابية معتبرة من أشجار الكالبتوس والعرعار الصنوبر البري بالإضافة إلى الجبال المتصلة بالونشريس والوارسنيس، ومن أشهر القمم الجبلية المعروفة في المنطقة هي جبل المنورة

### موقع
تقع الرحوية على الطريق الوطني رقم 23 الرابط بين غليزان وولاية تيارت يحدها من الشمال بلدية وادي السلامة ومن الجنوب بلدية قرطوفة ومن الشرق وادي ليلي ومن الغرب سيدي الجلالي بن عمار.

## التاريخ
تعتبر المدينة من المدن الجزائرية القديمة التي نمت وظهرت إثر الحقبات الاستعمارية خاصة الاستعمار الفرنسي الذي لعبت إثره دورا بارزا في الاقتصاد.
وللمدينة عدة تسميات من بينها موندغلفي حيث يعود سبب هذا الاسم إلى الإخوة موندغلفي الذي سقط منطادهما في هاته المنطقة، اسم فليتا التي تعرف بها كل المنطقة المحادية لمنطقة الظهرة الشمالية ويعود تسمية المدينة الرحوية إلى الرحى القديم الذي كان متواجدا في مدخل المدينة والذي كان يعد من أكبر الرحى.

### الإحتلال الفرنسي
شهدت منطقة الرحوية أثناء الإحتلال الفرنسي ظهور زعيم مقاومة شعبية اسمه سيدي لزرق بلحاج الذي قام بتجنيد العديد من قبائل ودواوير المنطقة وعلى الفور قام بمهاجمة الحصن العسكري للرحوية في ماي 1864م وبعد حصار الحصن توقف الهجوم مؤقتا لسحب الجرحى والقتلى من ساحة المعركة وبحلول الظلام قامت مجموعة صغيرة من اقتحامه على 21:00 حيث أحدثوا فجوة فيه وأشتبكوا مع الجنود الفرنسيين حيث سقط منهم 23 شخصا واستولى المجاهدون على كل ممتلكات الحصن من عتاد وسلاح وفي النهاية قاموا بحرقه وتدميره إذ كلف إعادة ترميمه 12000 فرنك فرنسي
وهناك أبيات شعرية مخلدة الواقعة :

## السكان
يعد سكان الرحوية الأصليين من البدو الذين استوطنو المدينة وهم قبائل منقسمين إلى عدة عروش عائلية

## الإدارة
تم تحديد أراضي قبيلة أولاد راشد التابعة لبلدية زمورة المختلطة وتشكيلها على شكل دوار تحت اسم الرحوية بموجب مرسوم صادر في 18 نوفمبر 1893. وتم ضمها إلى بلدية Montgolfier مونتجولفييه الكاملة في عام 1950.
تأسست جماعة غيريس بموجب مرسوم صادر في 4 ديسمبر 1956 بعمالة مستغانم إذ تم تحديد أراضي قبيلة أولاد بلحية بموجب مرسوم صادر في 10 يناير 1895 وتقسيمها إلى دوارين: شعبة الديس وقيريس.
تخذ المركز السكاني للرحوية الذي تم إحداثه بموجب مرسوم صادر في 16 مارس 1905، اسم Montgolfier مونتجولفييه بموجب قرار صادر في 22 أغسطس 1905.تأسست كبلدية كاملة بموجب المرسوم الصادر في 23 يونيو 1914.
ألحقت البلدية بعمالة تيارت سنة 1956.

## الإقتصاد

### الصناعة
تتواجد ببلدية الرحوية مصنع مهم وهو مجمع تربية الدواجن للغرب وحدة الرحوية 

### الزراعة
إبان الاحتلال الفرنسي كانت المدينة تعد من أكبر مصدري الحبوب في اشمال إفريقيا قمح صلب قمح لين وخرطال وشعير وغير ذلك من علف ومواشي كان اقتصاد المدينة مبني أساسا على الفلاحة وبالأخص على الزراعة كما كانت تعدها فرنسا ممول أروبا لأنها كانت كل سنة تصدر حاجات أروبا من الحبوب

### السياحة
تتربع المدينة على عدة مرافق سياحية طبيعية كالجبال والمرتفعات والغابات وكذلك السبخات المائية التي تساعد على التجول والاستمتاع بالمنطقة بالإضافة إلى المناسبات المحلية المقامة سنويا التي تجلب السياح كالطعوم والتويزة على حد تعبير السكان المحليين والتي تعتبر الجالب الرئيسي للسياح إلى جانب الرعايا الجزائريين المغتربين في الخارج التي يجدون فيها فرصة للتبادل الثقافات والعادات من موسيقى محلية وأطباق
المرافق العلمية

## المواصلات
- الطريق الوطني رقم 23
- الطريق الوطني رقم 91
- الطريق الولائي رقم 01
- الطريق الولائي رقم 02
- محطة السكة الحديدية (خارج الخدمة)

## ثقافة وتراث

### الوعدة
تشكل الوعدة عند سكان الرحوية حدثا ثقافيا هاما إذ يرجع العديد من ساكنيها لقبيلة فليتة التاريخية حيث ينطلق منها الإعلان عن وعدة سيدي امحمد بن عودة وسط أجواء إحتفالية كبيرة جدا إضافة لإقامة وعدة أخرى لشيخ بن عيسى الذي تتلمذ على يديه سيدي امحمد بن عوة

## تعليم
- ثانوية المشري ميسوم [8]
- ثانوية متعددة الاختصاصات [9]
- مركز التكوين المهني والتمهين

## معالم
| الإسم              | الوصف                                                          | الصورة              |
| ------------------ | -------------------------------------------------------------- | ------------------- |
| مقبرة الشهداء      | تضم قبور 67 شهيد وتتربع المقبرة على مساحة 900 م2               |                     |
| الكنيسة            | كنيسة تسمى: Eglise Notre-Dame.Presbytere مازالت باقية لحد الآن |                     |
| ضريح الشيخ بن عيسى |                                                                | زاوية الشيخ بن عيسى |

## أعلام
- المشري ميسوم [12]

## وصلة خارجية
- الرحوية